# Курбатов Петро Васильович
Петро Васильович Курбатов (рос. Пётр Васильевич Курбатов, 1672–1747) — російський дипломат і політичний діяч часів Петра I. Батько письменника Петра Курбатова (1710 або 1711—1786).

## Біографія
Син дяка Василя Курбатова. 1698 року їздив з Андрієм Матвєєвим до Голландії, неодноразово супроводжував Петра Великого в його подорожах по Європі.
1707 року за дорученням Петра I намагався схилити Францію до посередництва між Росією і Швецією при укладанні миру. Проте французький міністр закордонних справ Жан-Батіст Кольбер де Торсі ухилився від втручання, і переговори в Парижі були безрезультатні.
З 1708 року — секретар посольської канцелярії.
З 1719 року — секретар-асесор в Колегії іноземних справ.
У 1723 році готував коронацію Катерини I, а згодом — Петра II та Анни Іванівни.